# Ойвин, Исидор Абрамович
Исидо́р Абра́мович Ойвин (при рождении Исидор Аврум-Ицкович Ойвин; 3 сентября 1909, Одесса, Российская империя — 18 июня 1972, Москва, РСФСР, СССР; похоронен в Обнинске на Кончаловском кладбище) — советский патофизиолог, радиобиолог. Доктор медицинских наук (1939), профессор (1939). Основоположник научной школы в патофизиологии.

## Биография
Родился 3 сентября 1909 года в Одессе в еврейской семье. Отец — колонист еврейской земледельческой колонии Кузьминка Каменской волости Ольгопольского уезда Аврум-Ицек Арон-Гершкович Ойвин (1875—1937, расстрелян), мать — домашняя учительница Ревекка Израилевна Ойвина (в девичестве Штейнберг, 1881—1938, расстреляна). Родители заключили брак в Одессе 17 ноября 1900 года. После окончания в 1931 году Одесского медицинского института был зачислен в аспирантуру при Всеукраинской академии наук, которую проходил под руководством А. А. Богомольца и Р. Е. Кавецкого.
В 1935 году в двадцатишестилетнем возрасте стал заведующим кафедрой патологической физиологии и биохимии Хабаровского медицинского института. В 1937 году был назначен заведующим биохимического отдела Клинического научно-исследовательского института в Сочи и одновременно научным руководителем Центрального санатория РККА.
В 1939 году в возрасте 30 лет получил учёную степень доктора медицинских наук и звание профессора.
В 1941 году с началом Великой Отечественной войны вступил добровольцем в ряды действующей армии и был назначен на должность токсиколога армии и начальника токсикологического отделения фронтовой лаборатории. Служил в Советской Армии до окончания войны в 1945 году.
Награждён орденами Красной Звезды (21.07.1943) и Отечественной войны II степени (20.09.1944), медалями.
Демобилизовавшись в 1945 году, возглавил патофизиологический отдел Центрального кожно-венерологического института в Москве. После трагической гибели во дворе института своего сына уехал в Сталинабад, где в 1950—1956 годах был заведующим кафедрой патофизиологии Сталинабадского медицинского института.
В 1956—1963 годах заведовал кафедрой патофизиологии Кубанского медицинского института.
В 1963 году переехал в Обнинск, где организовал и возглавил отдел радиационной патофизиологии в Институте медицинской радиологии АМН СССР, занимавшийся изучением состояния сосудистой проницаемости, патогенеза кровоточивости в условиях лучевой патологии, а также местных лучевых поражений.
Умер 18 июня 1972 году в Москве в возрасте 62 лет, похоронен в Обнинске на Кончаловском кладбище. Могила Ойвина — объект культурного наследия регионального значения (статус присвоен в 1991 году).

## Научная и педагогическая деятельность
Опубликовал более 200 научных работ. Под редакцией Ойвина вышло 6 сборников научных работ, посвящённых кардинальным проблемам патофизиологической науки.
Создал научную школу, известную работами по биологическому действию УФ-лучей, патологии окислительно-восстановительных процессов, сосудистой проницаемости, патогенезу воспаления, воспалительного отёка, диспротеинемий, патофизиологии свёртывания крови и фибринолиза.
Вместе со своими учениками благодаря применению физико-химических и биофизических методов исследования получил новые данные, позволившие установить мембранную природу воспалительного отёка и разработать его патофизиологическую классификацию.
Важное значение имеют исследования школы Ойвина, посвященные нарушению и восстановлению белкового состава крови, в частности в условиях трансфузий. Самим Ойвиным разработана классификация диспротеинемий. В 1970 году получена приоритетная справка № 1175 от 05.11.70 г. на предполагаемое открытие «Активный и сопряженный с энергетическими тратами процесс повышения проницаемости эндотелиальной мембраны кровеносных сосудов».
Оставил после себя многочисленных учеников, позже возглавивших лаборатории и кафедры в научных и учебных институтах СССР и России. Под руководством Ойвина было выполнено более 70 диссертационных работ, в том числе 15 докторских. Среди учеников Ойвина — З. С. Баркаган, В. П. Балуда, Е. П. Смоличев, Н. А. Горбунова, В. М. Володин, Г. Н. Сушкевич и др.

## Общественная научная деятельность
- Член правления Всесоюзного общества патофизиологов
- Член редколлегии журнала «Патологическая физиология и экспериментальная терапия»
- Редактор-консультант реферативного журнала «Биология»

## Личные качества
Обладал широкой эрудицией, сочетавшейся со строгостью научного мышления. Отличался полным неприятием спекулятивных концепций, терминологической эквилибристики и неподкреплённых фактами теорий: отрицал идеи самозарождения жизни из белка, омоложения с помощью содовых ванн (в лаборатории Ойвина было доказано, что сода не проникает через кожу), лечения всех болезней длительным сном и пр.
Никогда не подавлял учеников своим авторитетом, но требовал от них методологического обоснования исследований, самостоятельной творческой работы и принятия нестандартных решений. Учил уважать всякую работу; при этом сам умел выполнять стеклодувные работы, мастерил и ремонтировал лабораторные приборы, работал на токарном и других станках.
По отзывам своих учеников и коллег, был добр, отзывчив, честен, принципиален.
С Исидором Ойвиным были дружны и общались на равных Ганс Селье и Николай Тимофеев-Ресовский, в одно с Ойвиным время работавший в Институте медицинской радиологии в Обнинске.

## Цитаты
Хирург Юрий Шапиро, студент Ойвина в Сталинабадском медицинском институте:
И. А. Ойвин был крупным учёным. Блестяще зная высшую математику и физику, он одним из первых в стране начал использовать математический аппарат в медицине, предвосхитив этим бионику — новое направление в биологии и медицине. Одним из первых в стране он начал работать с радиоактивными изотопами, в то время работа с ними была засекречена. <...> Исидор Абрамович оставил в Таджикистане о себе добрую память — прекрасно оснащённую кафедру, способных учеников.

### Публикации Исидора Ойвина

#### Монографии
- Балуда В. П., Маляровский В. Н., Ойвин И. А. Лабораторные методы исследования свертывающей системы крови. — М.: Медгиз, 1962. — 190 с.

#### Статьи
- Ойвин И. А. О длительности циркуляции сероводорода в организме // Фармакология и токсикология. — 1950. — Т. 13.
- Ойвин И. А., Монакова К. Н. Методика количественного изучения эффективности противовоспалительных средств // Фармакология и токсикология. — 1953. — Т. 16. — № 6. — С. 50—51.
- Ойвин И. А. Статистическая обработка результатов экспериментальных исследований // Патологическая физиология и экспериментальная терапия. — 1960. — № 4. — С. 76—85.